# Harkort’sche Fabrik

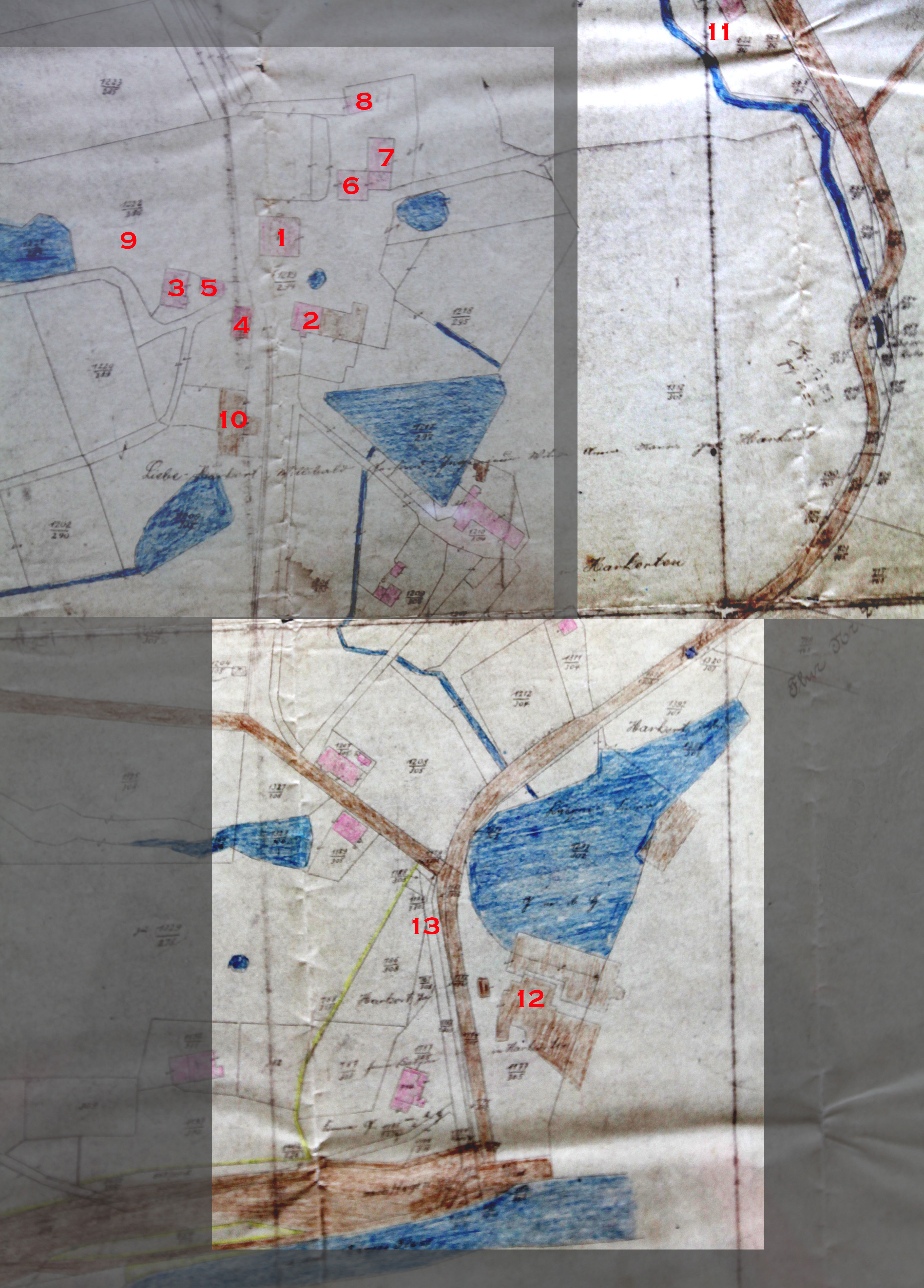
Harkorter Flurkarte (1926) mit Hofwirtschaft, Maschinenfabrik und Eisenbahn:
1. Haus Harkorten, Bj. 1756
2. Kontorhaus, Bj. 1687
3. Warenspeicher, Bj. 1800 (Standort: Freilichtmuseum Hagen)
4. Jungfernaus, Bj. 1705
5. Backhaus
6. Werkstatt
7. Scheune und Stall
8. Schmiede
9. 600-jährige Eiche (Stammbaum der Familie Harkort)
10. Stallungen
11. Familienfriedhof Harkorten
12. Maschinenfabrik Johann Caspar Harkort
13. Schlebusch-Harkorter Kohlenbahn, Gründung 1820

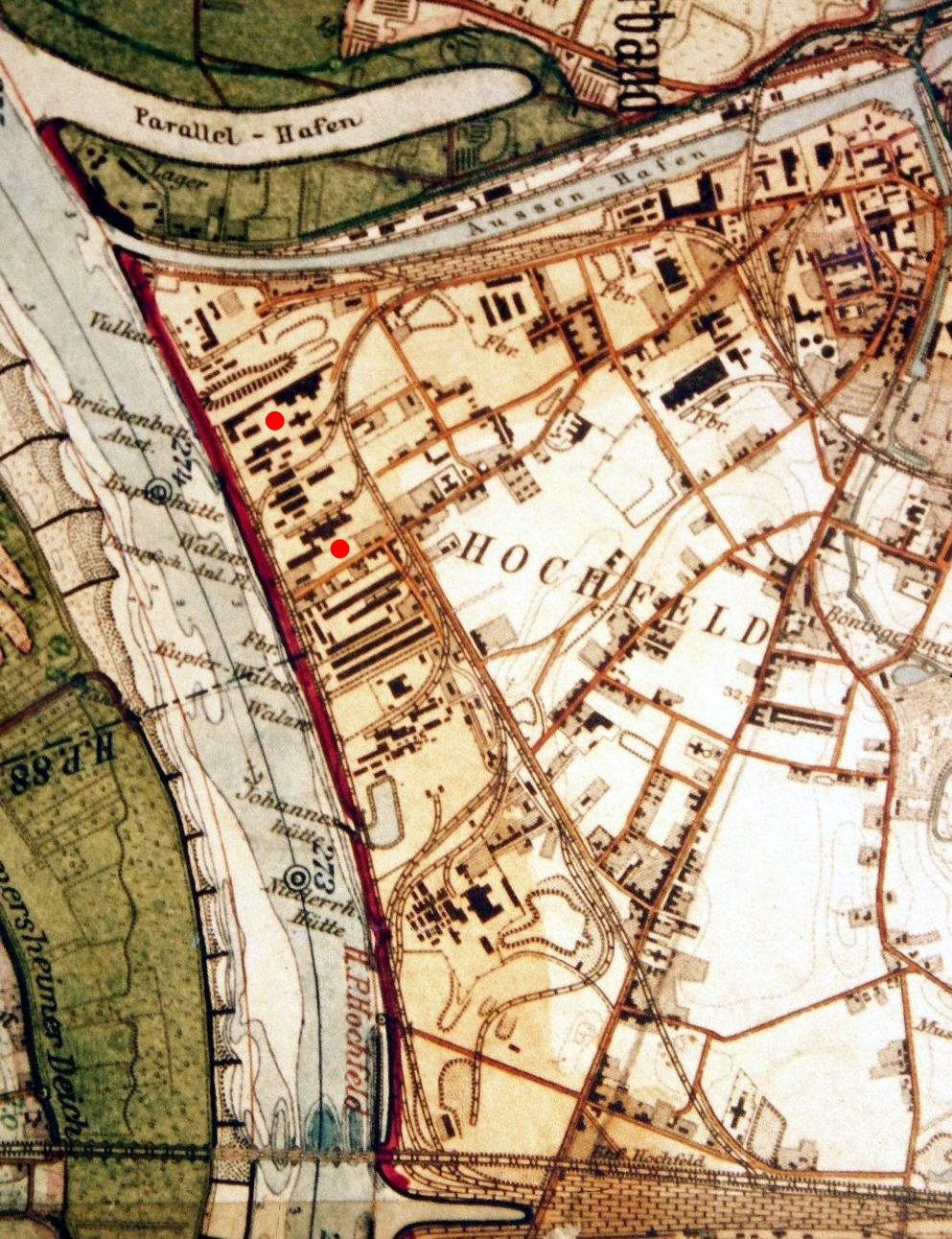
Standort Brückenbau-Anstalt Johann Caspar Harkort in Duisburg 1892

Die Harkort’sche Fabrik war eine Fabrik der Eisenwarenfabrikantenfamilie Harkort in Hagen-Haspe.

## Geschichte
Die in Hagen-Haspe an der Grundschötteler Straße nahe Haus Harkorten gelegene Fabrik wurde kurz nach 1800 von Johann Caspar Harkort IV. (1753–1818), dem Vater des Ruhrgebietspioniers Friedrich Harkort, gegründet. Im ersten Drittel des 19. Jahrhunderts wurden in der Anlage kleinere schmiede- und gusseiserne Produkte wie Hieb-, Stich- und Schusswaffen, Brustpanzer, Werkzeuge, Schlösser, Küchengeräte und Wagen hergestellt. Im Jahr 1818 ging das Unternehmen in den Besitz von Johann Caspar Harkort V. über. Dieser wandelte den Betrieb in ein industrielles Unternehmen um. Seit 1840 wurden unter anderem Achsen und Räder für die Eisenbahn produziert.
1850 übernahm der Neffe Friedrich Harkorts, Johann Caspar Harkort VI. (1817–1896), die Fabrik und spezialisierte sie auf Stahl- und Brückenhochbau. Die Fabrik wurde rasch zu klein und Johann Caspar Harkort VI verlegte das Werk zehn Jahre später an den Rhein bei Duisburg-Hochfeld, wo ab 1863 fertige Brückenteile ausgeliefert wurden.
Anlässlich der Weltausstellung 1873 in Wien errichtete Harkort unter der Leitung von Johann Caspar Harkort VI. das Ausstellungsgebäude Rotunde. Die Stahlkonstruktion hatte eine Kuppelhöhe von 84 Meter, der Basisdurchmesser betrug 108 Meter. Die Rotunde war zu ihrer Zeit die mit Abstand größte Kuppel der Welt. Bereits zuvor hatte Johann Caspar Harkort V. im Jahr 1870 mit seinem Unternehmen die Ostbahnbrücke über den Donaukanal erbaut. 1898 wurde die Harkortstraße in Wien-Leopoldstadt nach ihm benannt.
Die Harkort’sche Fabrik wurde von 1829 an, dem Jahr der Betriebsaufnahme der Harkort’schen Kohlenbahn, mit Kohlen der Zeche Trappe aus dem Schlebuscher Revier beliefert. Mit der Umsiedlung der ehemaligen Fabrik entfielen diese Transporte. Die Bahn ist heute stillgelegt und zurückgebaut.
Als einziges Gebäude der Harkort’schen Fabrik ist heute die denkmalgeschützte Maschinenhalle erhalten, die 1990 renoviert wurde. In dem noch verbliebenen Gebäude befindet sich seit 1994 die Produktionsstätte einer Tischlerei. Eine angegliederte Brauerei wurde in das Westfälische Freilichtmuseum Hagen transloziert. Die Harkort’sche Fabrik ist Bestandteil der Route der Industriekultur.

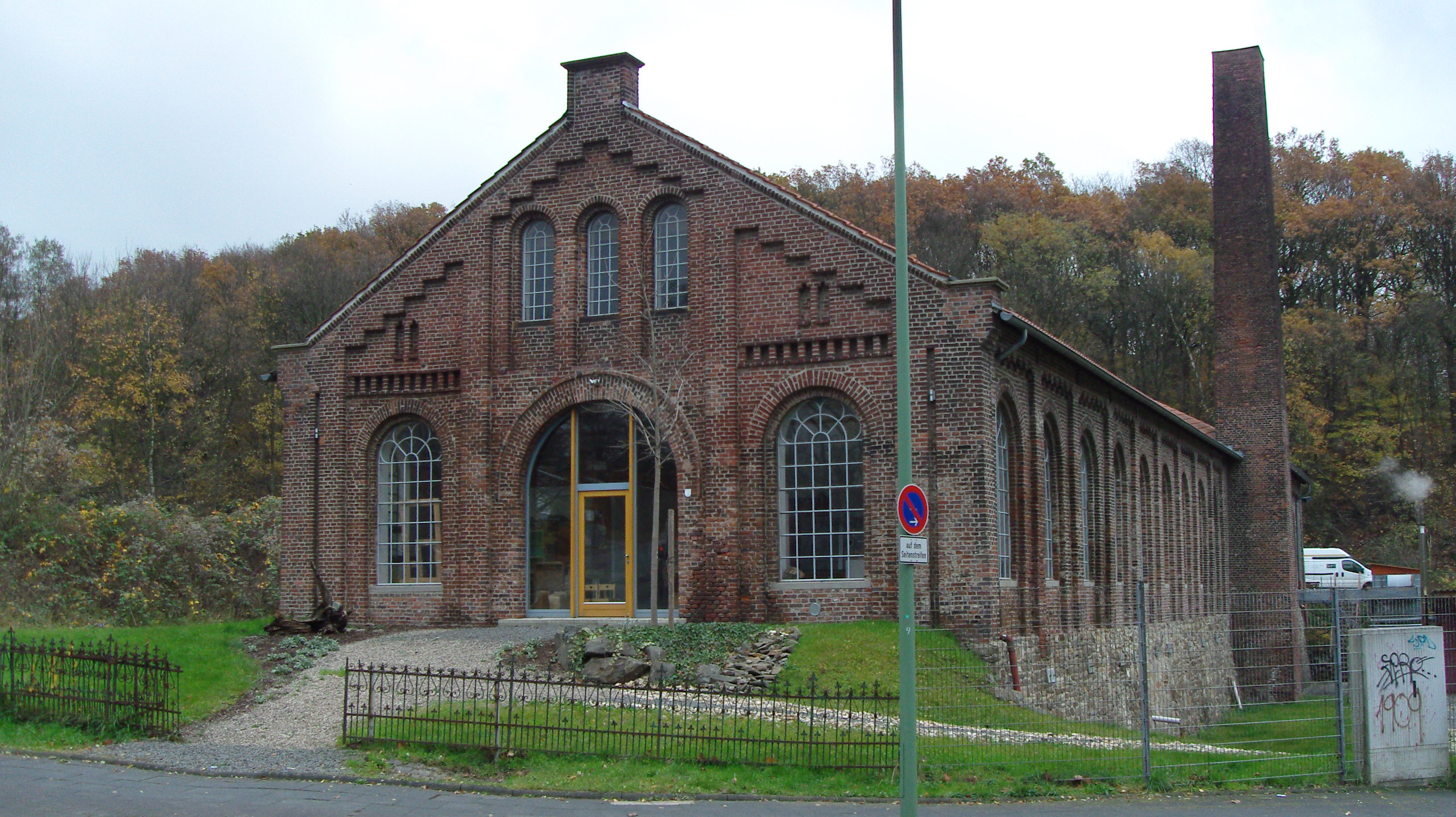
Maschinenhalle der ehemaligen Harkort’schen Fabrik
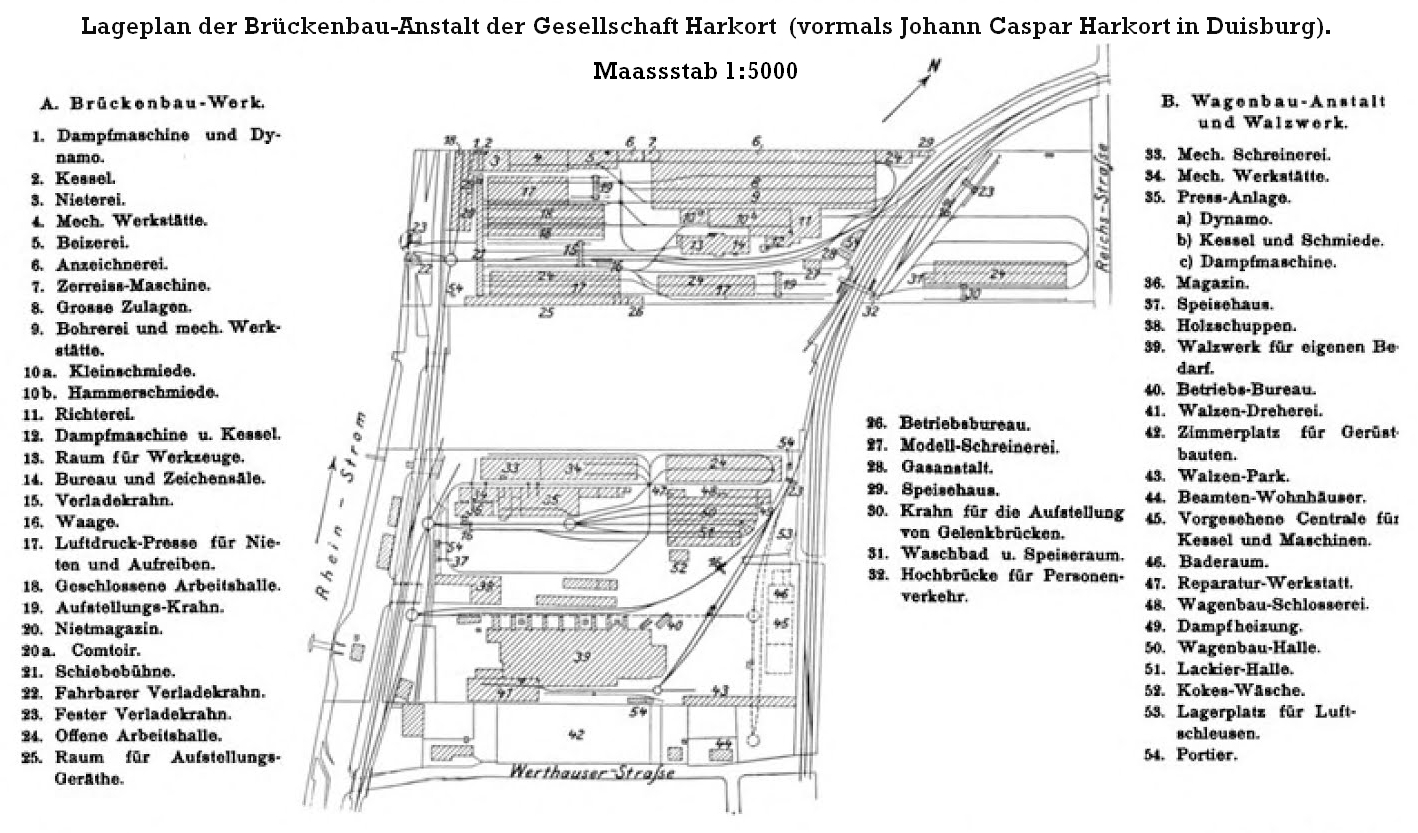
Lageplan der Firma Johann Caspar Harkort, Duisburg
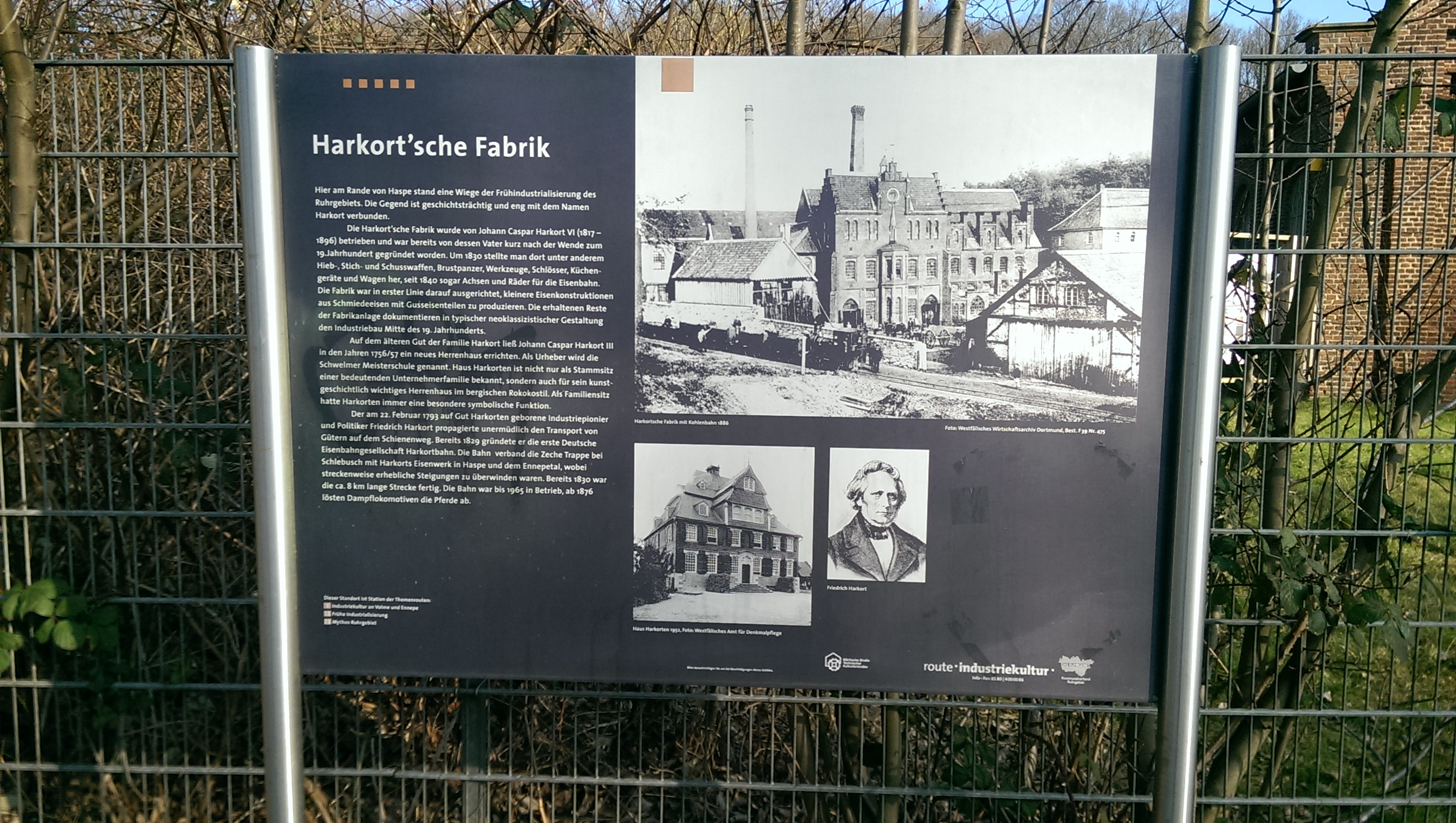
Hinweisschild der Route der Industriekultur
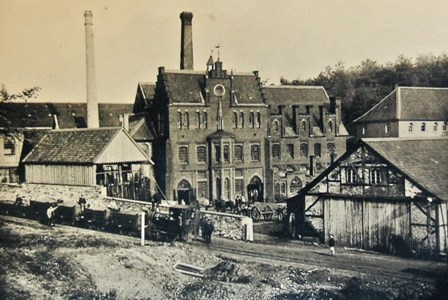
Detailaufnahme Hinweisschild – Firma Johann Caspar Harkort, die auch nach dem Umzug nach Duisburg-Hochfeld im Jahr 1860 weiterhin auf dem Harkorter Gut Eisenwaren produzierte. Im Vordergrund die Schlebusch-Harkorter Kohlenbahn aus dem Jahr 1828.
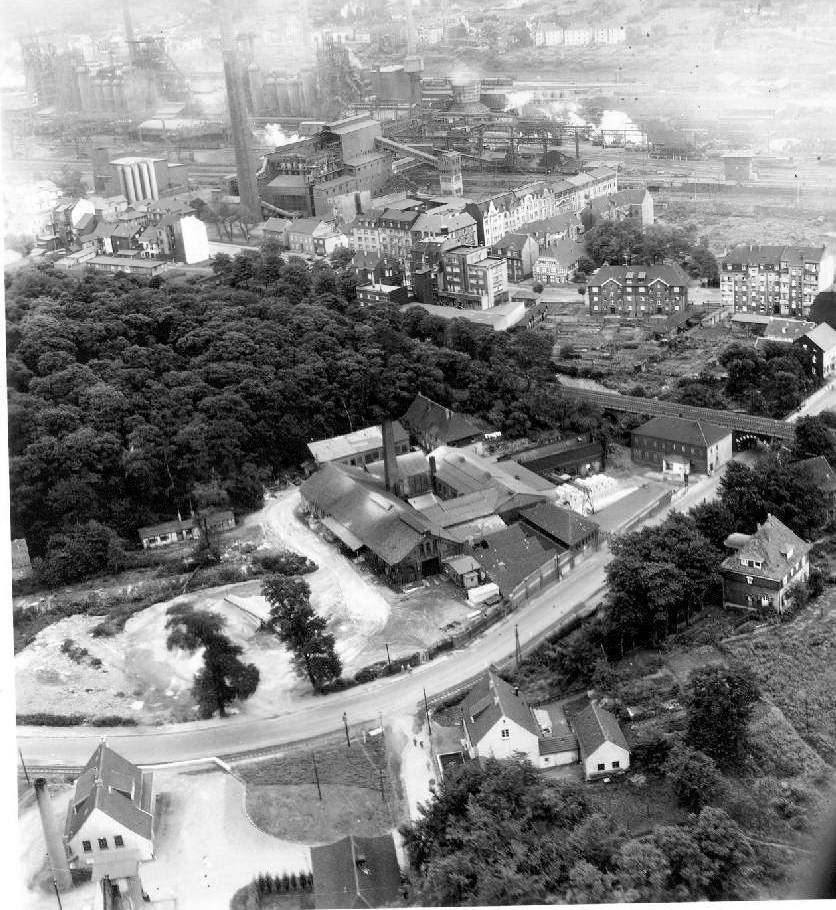
Hintergrund: Luftbild Hasper Hütte Vordergrund: Fabrik J.C. Harkort (1960) nebst Kohlenbahn Schleebusch-Harkort (Bau 1829)